# Raquel Serrano Lledó
Raquel Serrano Lledó (Málaga; 10 de febrero de 1990) es una ingeniera española, fue directora y fundadora de la ya desaparecida empresa Fiixit, dedicada a la fabricación de productos sanitarios hechos a medida por impresión 3D.

## Biografía
Estudió Ingeniería de Diseño Industrial y Desarrollo del Producto en la Universidad de Málaga, graduándose en 2014. Tras finalizar sus estudios, realizó prácticas en varias empresas, donde ejecutó proyectos de diseño que le sirvieron para aprender técnicas de fabricación. Gracias al dinero ahorrado durante esas prácticas pudo invertir en una impresora 3D que usó para su Trabajo de Fin de Grado: una silla para niños de 3 a 5 años con dificultades motoras.
Tras participar en varios programas de incubación de empresas, fundó FIIXIT Orthotic Lab, una empresa dedicada a la fabricación de producto sanitario a medida hecho con impresión 3D.
En 2019 la Casa Real de España le otorgó la Orden del Mérito Civil.
Actualmente, Raquel se encuentra en búsqueda activa de empleo tras haber cerrado su empresa.